# Helina fictor
Helina fictor är en tvåvingeart som först beskrevs av Harris 1780.  Helina fictor ingår i släktet Helina och familjen husflugor. Inga underarter finns listade i Catalogue of Life.